# 瓦氏鮨
瓦氏鮨，為輻鰭魚綱鱸形目鱸亞目鮨科的其中一種，分布於中東太平洋區，包括尼加拉瓜、厄瓜多、秘魯海域，為底棲性魚類，屬肉食性，生活習性不明。

## 擴展閱讀
維基物種上的相關：瓦氏鮨